# Norskt Kallblodskriterium
Norskt Kallblodskriterium är ett årligt travlopp för 3-åriga kallblodiga travare som körs på Bjerke Travbane i Norge i september. Loppet har körts sedan 1935, och kördes inledningsvis över distansen 2000 meter med autostart men utökades sedan till distansen 2100 meter med autostart (1941).

## Segrare
| Datum | Vinnare          | Körsven               | Tränare           | Tid     |
| ----- | ---------------- | --------------------- | ----------------- | ------- |
| 2024  | Gigant Tider     | Kjetil Djöseland      | Kjetil Djöseland  | 1.25,7a |
| 2023  | Overvik Prinsen  | Vidar Hop             | Frode Hamre       | 1.26,3a |
| 2022  | Brenne Borken    | Öystein Tjomsland     | Öystein Tjomsland | 1.26,2a |
| 2021  | Tangen Minto     | Tom Erik Solberg      | Öystein Tjomsland | 1.26,3a |
| 2020  | Tangen Bork      | Tom Erik Solberg      | Öystein Tjomsland | 1.26,2a |
| 2019  | Grisle Odin G.L. | Öystein Tjomsland     |                   | 1.26,7a |
| 2018  | Eld Rask         | Ulf Ohlsson           |                   | 1.25,6a |
| 2017  | Valle Ask        | Tom Erik Solberg      |                   | 1.27,1a |
| 2016  | Tand Kraft       | Jan-Olov Persson      |                   | 1.25,6a |
| 2015  | Ingbest          | Tom Erik Solberg      |                   | 1.25,9a |
| 2014  | Smedheim Solan   | Kai Johansen          |                   | 1.25,1a |
| 2013  | Lannem Silje     | Tor Wollebæk          | Ola M. Skrugstad  | 1.25,1a |
| 2012  | Norheim Svenn    | Kjetil Djöseland      |                   | 1.27,7a |
| 2011  | Tekno Odin       | Öystein Tjomsland     |                   | 1.26,1a |
| 2010  | Dotterud Teddy   | Tom Erik Solberg      |                   | 1.26,2a |
| 2009  | Horgen Tore      | Jan Roar Mjölneröd    |                   | 1.27,2a |
| 2008  | Ridder Prinsen   | Åsbjörn Tengsareid    |                   | 1.29,0a |
| 2007  | Gonagas          | Dagfinn Aarum         |                   | 1.28,4a |
| 2006  | Horgen Lotta     | Geir Vegard Gundersen |                   | 1.25,6a |
| 2005  | Åsajerven        | Tor Wollebaek         |                   | 1.25,7a |
| 2004  | H.G. Balder      | Vidar Hop             |                   | 1.27,7a |
| 2003  | Tegner Eldmar    | Asbjörn Mehla         |                   | 1.29,6a |
| 2002  | Storm Jo         | Jomar Blekkan         |                   | 1.28,0a |
| 2001  | Alm Rau Jo       | Jomar Blekkan         |                   | 1.28,4a |
| 2000  | Moe Odin         | Asbjörn Mehla         |                   | 1.28,0a |
| 1999  | Kjöstad Jo       | Jomar Blekkan         |                   | 1.28,6a |
| 1998  | Lome Elden       | Vidar Hop             |                   | 1.27,3a |
| 1997  | Jo Porta         | Trond Skauen          |                   | 1.30,5a |
| 1996  | Rapp Rigel       | Tor Wollebaek         |                   | 1.30,6a |
| 1995  | Granli Prinsen   | Asbjörn Mehla         |                   | 1.29,7a |
| 1994  | Rigel Jo         | Jomar Blekkan         |                   | 1.30,7a |
| 1993  | Torinto          | Jomar Blekkan         |                   | 1.32,7a |
| 1992  | Vital Best       | Tore Helge Larsen     |                   | 1.28,1a |
| 1991  | Slogum Bris      | Pål Sem               |                   | 1.32,6a |
| 1990  | Lygna Fina       | Vidar Hop             |                   | 1.32,1a |